# どうようレストラン 〜たべもののうた〜
『どうようレストラン 〜たべもののうた〜』は、日本クラウンから発売されている童謡のアルバム。2002年1月23日発売。

## 収録曲
- 1.もりのファミリーレストラン
  - 歌：森みゆき、宮内良
- 2.おなかのへるうた
  - 歌：大和田りつこ
- 3.くいしんぼおばけ
  - 歌：新井宗平
- 4.シンデレラのスープ
  - 歌：森みゆき、宮内良
- 5.アップルパイひとつ
  - 歌：しばたかの、宮内良
- 6.いっぽんでもにんじん
  - 歌：宮内良
- 7.やきいもグーチーパー
  - 歌：神崎ゆう子
- 8.おべんとうばこのうた
  - 歌：神崎ゆう子、坂田おさむ
- 9.おにぎりのこころ
  - 歌：神崎ゆう子、坂田おさむ
- 10.だんご3兄弟
  - 歌：大和田りつこ、宮内良、のぞみ合唱団、だんごーず
- 11.たこやきなんぼマンボ
  - 歌：神崎ゆう子、坂田おさむ
- 12.バナナのおやこ
  - 歌：神崎ゆう子、新井宗平
- 13.りんごみかんバナナ
  - 歌：大和田りつこ、宮内良
- 14.ぼくのミックスジュース
  - 歌：春口雅子、宮内良
- 15.とんでったバナナ
  - 歌：神崎ゆう子、新井宗平
- 16.おみせやさんにあるもの
  - 歌：神崎ゆう子、坂田おさむ
- 17.あっちっちのフライパン
  - 歌：しばたかの、SANTA
- 18.ふしぎなポケット
  - 歌：大和田りつこ
- 19.アイスクリームのうた
  - 歌：森みゆき、宮内良
- 20.むしばけんせつかぶしきがいしゃ
  - 歌：しばたかの、宮内良